# 9949 Бронтозавр
9949 Бронтозавр (9949 Brontosaurus) — астероїд головного поясу, відкритий 22 вересня 1990 року.
Тіссеранів параметр щодо Юпітера — 3,541.